# Thoeng (huyện)

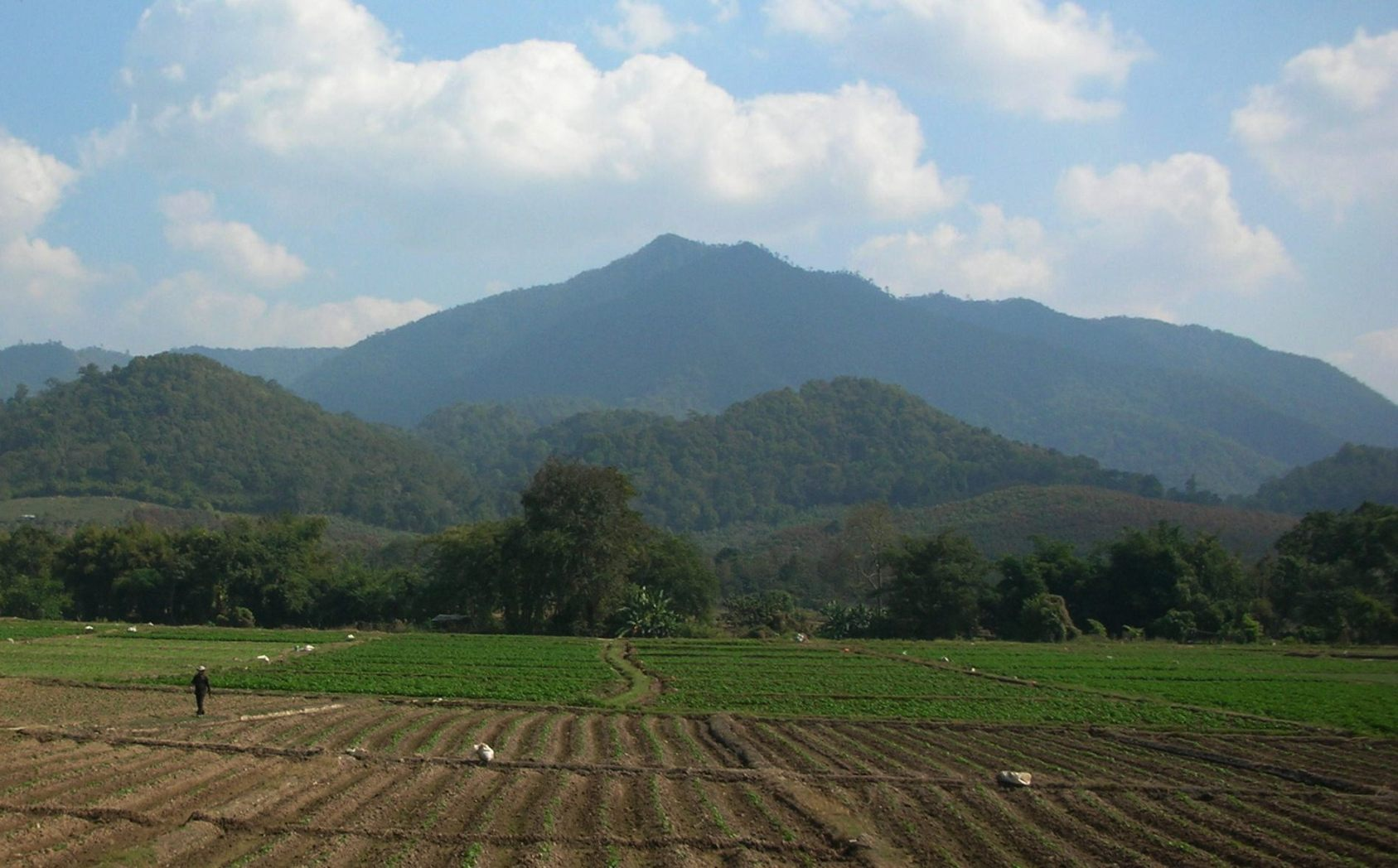
Doi Ian

Thoeng (tiếng Thái: เทิง) là một huyện (‘‘amphoe’’) ở phía đông tỉnh Chiang Rai, phía bắc Thái Lan.

## Địa lý
Các huyện giáp ranh (từ tây nam theo chiều kim đồng hồ) là Pa Daet, Mueang Chiang Rai, Wiang Chai, Phaya Mengrai, Khun Tan, Wiang Kaen của tỉnh Chiang Rai. Về phía đông là tỉnh Oudomxai của  Lào, còn phía nam là tỉnh Phayao.

## Hành chính
Huyện này được chia thành 10 phó huyện (tambon), các đơn vị này lại được chia thành 175 làng (muban). Có hai thị trấn (thesaban tambon) - Wiang Thoeng nằm trên một phần của tambon Wiang, và các khu vực Ban Plong của tambon Plong. Ngoài ra có 10 tổ chức hành chính phó huyện.
| Số TT | Tên          | Tên tiếng Thái | Số làng | Dân số |  |
| ----- | ------------ | -------------- | ------- | ------ |  |
| 1.    | Wiang        | เวียง           | 24      | 16.004 |  |
| 2.    | Ngio         | งิ้ว             | 23      | 12.589 |  |
| 3.    | Plong        | ปล้อง           | 12      | 8.612  |  |
| 4.    | Mae Loi      | แม่ลอย          | 13      | 7.015  |  |
| 5.    | Chiang Khian | เชียงเคี่ยน       | 10      | 4.655  |  |
| 9.    | Tap Tao      | ตับเต่า          | 26      | 12.252 |  |
| 10.   | Ngao         | หงาว           | 20      | 9.943  |  |
| 11.   | San Sai Ngam | สันทรายงาม      | 7       | 4.308  |  |
| 12.   | Si Don Chai  | ศรีดอนไชย       | 9       | 4.892  |  |
| 13.   | Nong Raet    | หนองแรด        | 7       | 4.237  |  |

Các số không có thuộc tambon nay lập nên  Khun Tan.